# Aglais ochrea
Aglais ochrea är en fjärilsart som beskrevs av Debauche 1933. Aglais ochrea ingår i släktet Aglais och familjen praktfjärilar. Inga underarter finns listade i Catalogue of Life.